# Једноставни људи (филм)
Једноставни људи (рус. Простые люди) је совјетски црно-бели филм снимљен 1945. године у режији Григорија Козинцева и Леонида Трауберга. По жанру је ратна драма.

## Радња
Радња филма почиње недуго пред почетак опсаде Лењинграда и приказује како се стратешки важна фабрика авиона пред немачким напредовањем евакуира у тадашњи Узбекистан. Протагонист, чији лик тумачи Јуриј Толубејев, је директор фабрике који има задатак да што пре изгради фабрику и започне производњу, док га истовремено мори непозната судбина супруге коју су заробили Немци. Једноставни људи су били замишљени као филм који је требао величати допринос „обичног” совјетског човека победи у рату. Успркос томе, филм је, захваљујући главном партијском идеологу Андреју Жданову проглашен „неподобним” и завршио је у бункеру. Приказан је тек за време Хрушчовљевог одмрзавања 1956. године, иако у знатно скраћеној верзији које се Козинцев јавно одрекао.